# Top Eleven Football Manager
Top Eleven Football Manager là trò chơi mô phỏng huấn luyện bóng đá trực tuyến được phát triển và xuất bản bởi Nordeus vào tháng 5 năm 2010 và có trên cả Google Play Store và App Store.
Trò chơi cũng có thể chơi trên Facebook và cho phép người chơi thi đấu với bạn bè của họ. Trò chơi được hình thành nhằm giải quyết vấn đề thiếu các trò chơi quản lý bóng đá trong môi trường mạng xã hội. Trò chơi xây dựng dựa trên mô hình và gameplay trong Football Manager (Sports Interactive) và FIFA Manager (Electronic Arts). Top Eleven Football Manager sau đó chuyển giao diện của ứng dụng máy tính để bàn lên Facebook.
Kể từ tháng 11 năm 2011, Top Eleven có sẵn trên thiết bị động, Android và iOS.
Hai năm sau khi được đưa lên Facebook, Top Eleven đã được đưa lên một trong những mạng xã hội lớn nhất của Nga, Odnoklassniki. Theo Facebook, đã có hơn 15 triệu người dùng hàng tháng vào năm 2014.
Vào năm 2013, Nordeus đã chính thức giới thiệu José Mourinho là "gương mặt đại diện của game". Kể từ đó người chơi có thể thách thức Mourinho trong trò chơi và nhận được một số lời khuyên từ ông.
Vào ngày 16 tháng 5 năm 2017, Stoke City thông báo rằng Top Eleven sẽ trở thành nhà tài trợ trên tay áo đấu của câu lạc bộ từ mùa giải 2017-18.

## Liên quan
- "Train your football team on Facebook"[liên kết hỏng] Serbian daily newspaper 24sata, article on issue for ngày 12 tháng 5 năm 2010
- "Serbian experts for virtual football" Serbian daily newspaper Danas, article on issue for ngày 1 tháng 6 năm 2010
- "Top Eleven review" InsideNetwork, article published on ngày 9 tháng 9 năm 2010
- "Top Eleven review" f2pgames.com, article published on ngày 20 tháng 9 năm 2010
- "1.200.000 MAU" Lưu trữ ngày 6 tháng 1 năm 2011 tại Wayback Machine PRWeb.com, article published on ngày 3 tháng 1 năm 2011
- "The Top 5 Facebook Soccer Games By Traffic" Insidesocialgames.com, article published on ngày 30 tháng 3 năm 2011
- "Top Eleven shuts out EA's FIFA Superstars as top Facebook sports game" Lưu trữ ngày 6 tháng 12 năm 2018 tại Wayback Machine Games.com, Bài viết đăng vào nagfy 13 tháng 6 năm 2011
- "Serbian Soccer Upstart Outscores FIFA On Facebook" Lưu trữ ngày 17 tháng 3 năm 2012 tại Wayback Machine Allfacebook.com article published on ngày 15 tháng 6 năm 2011
- "Nordeus's CEO on how Top Eleven became number one [Interview]" Lưu trữ ngày 6 tháng 12 năm 2018 tại Wayback Machine Games.com article published on ngày 9 tháng 9 năm 2011
- "How Top Eleven beat FIFA Superstars to become the top soccer game on Facebook" Lưu trữ ngày 26 tháng 6 năm 2012 tại Wayback Machine Gamezebo.com bài viết đưng vào ngày 27 tháng 9 năm 2011
- "Top Eleven Kicks Off Facebook Soccer Game Update" Allfacebook.com article published on ngày 5 tháng 10 năm 2011
- "Top Eleven Review" Lưu trữ ngày 18 tháng 8 năm 2013 tại Wayback Machine Gamezebo.com article published on ngày 19 tháng 10 năm 2011
- "Top Eleven gets spiffy new interface, Club Shop to get its brand on" Lưu trữ ngày 6 tháng 12 năm 2018 tại Wayback Machine Games.com article published on ngày 13 tháng 3 năm 2012
- "Nordeus Names José Mourinho Global Promoter for Top Eleven" Gamasutra.com bài viết được phát hành vào ngày 21 tháng 3 năm 2013